# Теодор Светослав
Теодор Светослав је био бугарски цар од 1299. године до своје смрти 1321. године, из династије Тертера и самим тим је био Куманац.
Бугарска се крајем 13. века фактички распала на неколико удеоних кнежевина. Постојање царске власти било је само повод за сталне борбе између бојара за царску титулу.
То је престало када је Теодор уз татарску помоћ дошао на престо, али није хтео да дели престо са Чаком, једним татарским вођом, па га је убио.
Одмах после ступања на престо, Светослав је објавио рат Византији. Чак је и унајмио јаку дружину шпанских ратника, Каталане, тј. алмогавере. Овај рат се завршио 1307. године његовом победом.
После овог успеха у Бугарској се настављају кризе, које су трајале након Светослављеве смрти.
Теодор Светослав Тертер је био цар Бугарске од 1300. до 1321. године. Његову владавину карактерисала је вешта и разумна политика, која је довела до привремене стабилизације бугарског царства, растрзаног феудалним немирима и спољним претњама.

## Младост
Син је Ђорђа I Тертера и Марије Тертер. Претпоставља се да је рођен почетком 70-их година 13. века. С обзиром на реткост имена „Светослав“ у Бугарској и његову широку употребу међу кнежевима из династије Рјуриковича, проф. Пламен Павлов сугерише да је његова мајка Марија била ћерка деспота Јакова Светослава и његове супруге, неименоване унуке цара Јована Асена II.
Године 1279, уз византијску помоћ, на престо у Трнову ступа Јован Асен III. Његов главни ривал Георгиje Тертер је постао његов најближи сарадник и постао му је зет. Теодор Светослав и његова мајка послати су у Никеју као таоци. После бекства цара Јована Асена III (1280. године), Ђорђе Тертер је заузео престо. Одриче се принудног брака са сестром византијског штићеника и покушава да поврати своју прву жену и сина.
Године 1284—1285, Теодора Светослава је отац прогласио за престолонаследника. Иако још увек као затвореник, био је верен за ћерку тесалијског севастократора Јована I Анђела. На основу бугарско-византијског споразума из 1284. године, цар Ђорђе I Тертер је вратио своју жену, али је Светослав остао талац. Друга бугарска делегација, на челу са патријархом Јоакимом III, успела је да уговори ослобађање царевог сина. Склопљен је брак између Теодора Светослава и ћерке великог стратопедарха Синадина, који се касније није реализовао.
По повратку у Трново, Светослав је проглашен за савладара свог оца. Убрзо је послат у заробљеништво Татарима заједно са својом сестром (друга ћерка цара Георгија I Тертера), која је одведена у харем Чаке, сина кана Ногаја, јер је, не издржавши монголо-татарске нападе и притисак, цар Георгије I Тертер постао вазал Златне Хорде. Царев син је у татарском заточеништву провео око 15 година.
После очевог губитка престола, Светослав је запао у крајње сиромаштво. Ногајева жена Еуфросинија Палеологина (ванбрачна ћерка цара Михаила VIII Палеолога) уговорила је брак између њега и унуке богатог трговца Пандолеона, такође по имену Еуфросинија, пошто јој је била кума. Брак није донео Светославу престиж, али му је знатно побољшао материјалну ситуацију.
Након Ногајеве смрти, почела је борба за превласт у Златној Хорди између његовог сина Чаке и претендента кана Токтаја. Чака губи и заједно са Теодором Светославом и својом супругом Еленом (ћерком цара Ђорђа I Тертера, односно сестром Теодора Светослава) одлази у Бугарску. Дискутабилно је да ли је Чака успео да се домогне престола у Трнову пре него што га је шурак свргнуо у дворском удару, али како год било, Светослав се 1300. године, прогласио за цара Бугара. 

## Владавина

### Учвршћивање престола
На Токтајев захтев, Чаку је погубио цар Теодор Светослав и његову главу послао хану на Крим. Односи са Златном хордом су успешно решени. Бугарска не само да поново постаје независна држава, већ има одређене територијалне добити. Бесарабија је укључена у државне границе, све до Маврокастра на ушћу реке Дњестар.
Упоредо са отклањањем татарске претње, за Светослава је од примарног значаја била ликвидација унутрашње опозиције. Трновски патријарх Јоаким III постао је противник младог цара. Против патријарха су подигнуте оптужбе да подржава Татаре. Цар је наредио да га баце са зидина тврђаве - према касној легенди (из 19. века) према историчару Пламену Павлову, то се догодило са такозване Чеоне стене Царевеца.

### Сукоби са претендентима
Jачање бугарске државе није се поклапало са интересима Византије. Покушавајући да одржи унутрашње немире, цар Андроник II Палеолог је 1301. године, организовао поход на цара Теодора Светослава. Михаило, син цара Константина I Асена Тиха, стављен је на чело византијске војске која има за циљ да да легитимитет агресији. Упркос тврдњама византијских хроничара да је од цара тражена интервенција трновске аристократије, претендент на престо није наишао на подршку у Бугарској. Његова војска се распада, а Михајла напуштају његови следбеници.
Други покушај да изазове грађански рат учинио је цар Андроник II преко севастократора Радослава, Смилецовог брата. Подржан од грчких трупа, севастократор Радослав иде против кранске деспотовине. Прадедовско власништво породице Смилец сада је под влашћу Светославовог стрица, Елтимира. Поразио је Севастократорову војску и заробио га заједно са 13 византијских војсковођа које је предао цару. Сам севастократор Радослав је ослепљен и бачен у тамницу. Тада је цар Теодор Светослав заменио ратне заробљенике за свог оца, који је још био у грчком заточеништву. После успешног повратка цара Георгија I Тертера у Бугарску, цар Теодор Светослав му је поверио управу над једним градом.

### Рат са Византијом
Цар Теодор Светослав се 1304. године, осетио довољно јаким да започне противофанзиву. После успешних војних операција, под његову власт прешао је низ градова на источној Старој планини. Цар Теодор Светослав је такође заузео многе црноморске градове: Ктенију, Русокастро, Месемврију, Созопољ, Анхијал, Агатопољ. Као одговор, цар Михаило IX и војсковођа Михаило Таркхонтус су окупили трупе у близини Виса. Две војске се састају код Бургаса, на реци Скафиди. После првог сукоба, бугарска војска се повукла, а Византинци, којима је командовао Воисил, брат цара Смилеца и севастократора Радослава, кренули су у потеру, али се мост преко реке срушио под њима. То доводи до преокрета у бици, коју Бугари добијају. Византијски хроничар Георгије Пахимер претпоставио је да је до пораза Грка дошло због случајно срушеног моста. Савремени бугарски историчари верују да је то била замка коју су поставиле бугарске трупе. Крајњи резултат битке код реке Скафида био је прелазак Црног мора у руке бугарског цара. После победе цар Теодор Светослав је кренуо ка Хадријанопољу.
У августу исте године, цар Михаило IX Палеолог је кренуо у напад на земље око Сливена и подвргао их пустошењу. Цар Михаило IX је повратио власт на Црном мору, али за кратко време. У јесен их је цар Теодор Светослав поново покорио. Приликом заузимања Созопоља ухваћен је цариградски патријарх Јован XII Козма. Цар и деспот Алдимир (Елтимир) су упали у трачке поседе Византије. 
Византијска дипломатија је 1305. године успела да поремети савез између цара Теодора Светослава и кранског деспота Алдимира (неуспешни покушаји у овом правцу чињени су већ 1304. године), користећи однос Смилецове удовице са њеном ћерком Марином – Алдимировом женом. Сазнавши за издају свог стрица, цар Теодор Светослав је кренуо у изненадни напад на кранску деспотовину, која је потпала под његову непосредну власт.
Следеће, 1306. године, 16.000 Алана, незадовољних византијским царем, обратило се цару Теодору Светославу са молбом да им да азил у Бугарској. Цар је пристао и послао је силу од 1.000 људи да им помогну да побегну. Када су покушали да пређу на бугарску територију, Алане су напали Каталонци (каталонски одред) и победили су их. С обзиром на борбену способност каталонских плаћеника и њихов сукоб са византијским властима, цар Теодор Светослав је започео преговоре са њиховим вођом Бернатом де Рокафором, нудећи му да пређе на бугарску страну. Цар Теодор Светослав му обећава брак са његовом сестром Еленом Тертер, Чакином удовицом. Преговори нису дали позитиван резултат. Наводно су осујећени византијском дипломатијом.
Крајем 1306. године, цар Теодор Светослав је започео мировне преговоре са Византијом. Цар Андроник II је намерно одлагао своју одлуку због неспремности да прихвати губитак црноморских градова. Цар Теодор Светослав је послао две галије жита у изгладнели Цариград и тиме придобио симпатије његовог становништва, што је извршило одређени притисак на цара Андроника II да прихвати мировне предлоге. Године 1307. потписан је уговор између Бугарске и Византије, запечаћен браком цара Теодора Светослава са ћерком цара Михаила IX Палеолога. Споразум је легализовао територијална проширења цара Теодора Светослава од 1304-5. године.

### Мирне године
Током остатка своје владавине, цар Теодор Светослав је настојао да одржи мир са својим суседима. Сачувани су традиционално добри односи са Млетачком Републиком, судећи по помињању цара Тодора Светослава у списку владара пријатељских Венецији. 
Године 1310-1311. српски краљ Стефан Урош II Милутин Немањић стигао је у државну посету Трнову. Бугарско-српски односи, који су се погоршали услед протеривања Светославове сестре (Ане Бугарске) са српског престола 1299. године, побољшали су се.
Нема директних података о контактима између бугарског царства и видинске деспотовине. Због недостатка података о војним сукобима међу њима, претпоставља се да су цар Теодор Светослав и деспот Шишман I одржавали мир. Године 1315-1316 - цар Теодор Светослав озбиљно је угрозио интересе Ђеновљанске републике. Године 1315-1316 дошло је до сукоба између Ђеновљанске колоније у Кафи и бугарског царства поводом кршења права Ђеновљана од стране бугарских власти. Тако је донета одлука Officium Gazarie  од 22. марта 1316. године, позната као „Забрана посете Загори/Бугарској“, вреди напоменути да се ова уредба не односи само на Белгород, већ и на друге луке у региону којима управља. бугарски цар. Године 1318. издата је була папе Јована XXII 26. фебруара 1318. године, којом су дефинисане границе епископије Кафе (управо у време цара Теодора Светослава), где је писало „град Варна у Бугарској“ (а ла вила Варна на бугарском). 
Последњих година своје владавине цар Теодор Светослав је појачао своју политику према Византији. Повод за то је био сукоб између цара Андроника II Палеолога и његовог унука цара Андроника III Палеолога, који је настао после смрти цара Михаила IX 1320. године. Бугарски цар је послао на Андроника III одред од 300 тешко наоружаних коњаника, на челу са генералом Мартином. Он нуди савез и додатне трупе. Млади цар одбија његову помоћ, сумњајући да су праве цареве намере да га зароби. У исто време, татарске чете су два пута починиле пљачке у земљама царства, пролазећи неометано кроз бугарско царство.
Цар Теодор Светослав Тертер је умро 1322. године, природном смрћу и наследио га је син цар Ђорђе II Тертер.

### Ковање новца
Георги Атанасов бележи да је у годинама 1307-1311 у бугарским земљама постојао ковани новац са тагмом династије Џучи Кана и натписом СТАЦИ (Исакцха) у рамену крста на реверсу. Ова издања су исписана натписима 707, 708 и 711 Хаџире, који одговарају 1307/8, 1310/11 и 1311/12. Према његовим речима, цар Теодор Светослав је после 1307. године, стекао аутономију као татарски вазал и обављао сопствене трговачке послове.

## Брак и потомство
Светослав је ожењен Еуфросинијом, ћерком Манка и унуком грчког трговца Пандолеона. Из овог брака има сина цара Ђорђа II Тертера. Године 1308, неколико година после њене смрти (око 1305), оженио се Теодором Палеолог, ћерком византијског цара Михаила IX Палеолога. Из овог брака нема деце.